# Бермудски тайфунник
Бермудски тайфунник (Pterodroma cahow) е вид птица от семейство Procellariidae. Видът е застрашен от изчезване.

## Разпространение
Видът е разпространен в Бермудските острови и САЩ.